# San E
Jung San (hangul: 정산), mer känd under artistnamnet San E (hangul: 산이), född 23 januari 1985 i Incheon, är en sydkoreansk rappare.

## Diskografi

### Album
| Albuminformation                                                   | Topplacering          |
| Albuminformation                                                   | Sydkorea (Gaon Chart) |
| ------------------------------------------------------------------ | --------------------- |
| Everybody Ready? (EP-skiva) - Släppt: 13 september 2010            | 20                    |
| Not' Based on the True Story (EP-skiva) - Släppt: 21 november 2013 | 27                    |
| The Boy Who Cried Wolf (Studioalbum) - Släppt: 23 april 2015       | 17                    |
| Season of Suffering (EP-skiva) - Släppt: 23 januari 2017           | —                     |

### Singlar
| År   | Titel                                                                           | Topplacering          |
| År   | Titel                                                                           | Sydkorea (Gaon Chart) |
| ---- | ------------------------------------------------------------------------------- | --------------------- |
| 2010 | "Tasty San" (ft. Min)                                                           | 45                    |
| 2010 | "LoveSick"                                                                      | 19                    |
| 2011 | "Please Don't Go" (med Outsider & Changmin)                                     | 14                    |
| 2011 | "Wish U to Be Unhappy" (ft. Bee)                                                | 54                    |
| 2013 | "Baldidum" (med Sool J, Ultima, STi & Cosmic Sound)                             | —                     |
| 2013 | "Big Boy" (ft. Bee)                                                             | 39                    |
| 2013 | "Freestyle Town" (med Ultima, Sool J, Effect & SCARY'P)                         | —                     |
| 2013 | "Story of Someone I Know"                                                       | 1                     |
| 2013 | "Where Did You Sleep?" (ft. Verbal Jint & Swings)                               | 8                     |
| 2013 | "Break-Up Dinner" (ft. Sanchez)                                                 | 3                     |
| 2014 | "You Make Me Feel Brand New" (med Verbal Jint, Bumkey, Swings, Phantom & Kanto) | —                     |
| 2014 | "A Midsummer Night's Sweetness" (med Raina)                                     | 1                     |
| 2014 | "Body Language" (ft. Bumkey)                                                    | 1                     |
| 2014 | "Brand New Day" (med Brand New Music)                                           | 30                    |
| 2015 | "Coach Me" (med Hyolyn, ft. Jooheon)                                            | 16                    |
| 2015 | "Superstar (Prod. by D.O)" (med Kisum & Taewan)                                 | —                     |
| 2015 | "On Top of Your Head" (ft. MC Gree)                                             | 17                    |
| 2015 | "Me You" (ft. Baek Ye-rin)                                                      | 2                     |
| 2015 | "Like Father, Like Son"                                                         | 23                    |
| 2015 | "Sour Grapes" (med Mad Clown)                                                   | 2                     |
| 2015 | "Heat It Up" (med Brand New Music)                                              | —                     |
| 2015 | "Do It For Fun"                                                                 | —                     |
| 2016 | "Dish (Prod. by XEPY)" (med Chancellor)                                         | —                     |
| 2016 | "Like an Airplane" (ft. Gary)                                                   | 12                    |
| 2016 | "Sugar and Me" (med Raina)                                                      | 5                     |
| 2016 | "Bad Year"                                                                      | —                     |
| 2017 | "I Am Me" (ft. Hwasa)                                                           | 61                    |
| 2017 | "What If"                                                                       | —                     |

### Soundtrack
| År   | Titel                                     | Topplacering          | Serie                 |
| År   | Titel                                     | Sydkorea (Gaon Chart) | Serie                 |
| ---- | ----------------------------------------- | --------------------- | --------------------- |
| 2011 | "Someone's Dream" (ft. So Hyang)          | 48                    | Dream High            |
| 2014 | "What's Wrong With Me" (ft. Kang Min-hee) | 4                     | You're All Surrounded |
| 2017 | "Until the End"                           | —                     | Defendant             |